# Ларбон
Ларбо́н (фр. Larbont) — коммуна во Франции, находится в регионе Юг — Пиренеи. Департамент коммуны — Арьеж. Входит в состав кантона Ла-Бастид-де-Серу. Округ коммуны — Фуа.
Код INSEE коммуны — 09154.

## Население
Население коммуны на 2008 год составляло 39 человек.
| 1962 | 1968 | 1975 | 1982 | 1990 | 1999 | 2008 |
| ---- | ---- | ---- | ---- | ---- | ---- | ---- |
| 88   | 53   | 38   | 24   | 43   | 47   | 39   |

## Экономика
В 2007 году среди 29 человек в трудоспособном возрасте (15—64 лет) 23 были экономически активными, 6 — неактивными (показатель активности — 79,3 %, в 1999 году было 66,7 %). Из 23 активных работали 13 человек (8 мужчин и 5 женщин), безработных было 10 (5 мужчин и 5 женщин). Среди 6 неактивных 2 человека были учениками или студентами, 1 — пенсионером, 3 были неактивными по другим причинам.